# ALSA (azienda)
L'ALSA (Automóviles Luarca S.A.) è una società spagnola che effettua servizi di trasporto pubblico urbano ed extra-urbano.
Fondata nel 1923 a Luarca, nelle Asturie, la sua sede odierna si trova a Madrid. Dal 2005 fa parte del gruppo britannico National Express. La società conta 9.719 impiegati, una flotta di 3.465 automezzi che trasportano 358,5 milioni di passeggeri all'anno ed un fatturato di 842,3 milioni di euro (dati 2018).

## Attività

### Servizi urbani
Le principali città spagnole in cui ALSA effettua il servizio di trasporto urbano sono: Almería, Bilbao, Cartagena, Guadalajara, León, Oviedo, Palencia e Santander, oltre ad altre città minori;
In Marocco: Agadir, Marrakech, Tangeri, Rabat e Casablanca.

### Servizi regionali
ALSA è concessionaria di numerose tratte suburbane nelle seguenti comunità autonome spagnole: Andalusia, Aragona, Asturie, Cantabria, Castiglia e León, Castiglia-La Mancia, Catalogna, Comunità Valenciana, Estremadura, La Rioja, Madrid, Murcia, Navarra e Paesi Baschi.

### Servizi nazionali
In Spagna ALSA gestisce una fitta rete di servizi regolari nazionali su pullman granturismo che collegano tra loro tutte le comunità autonome peninsulari. 

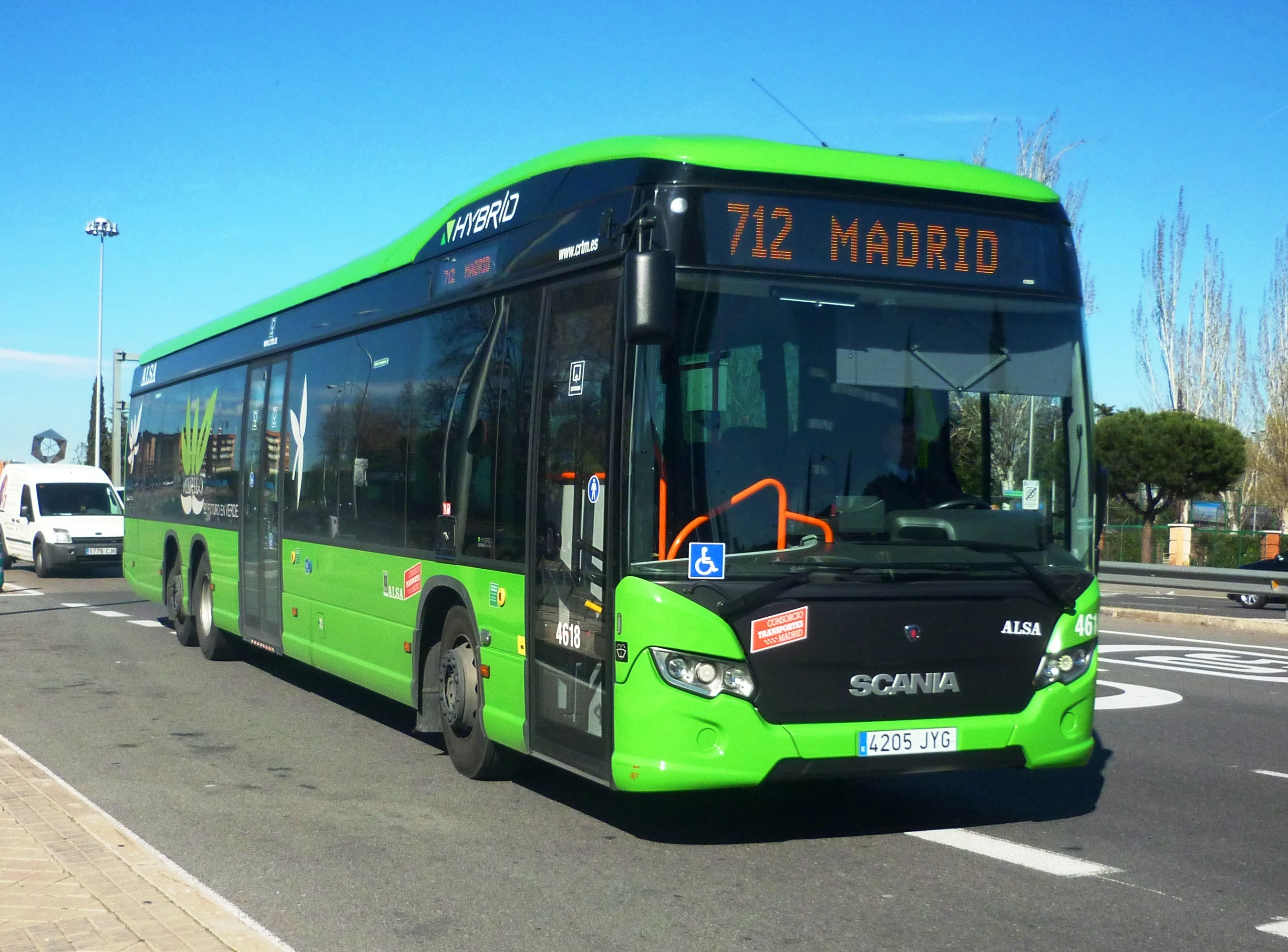
Un autobus interurbano operante nella Comunità di Madrid

### Servizi internazionali
In Europa ALSA opera con 65 linee internazionali che uniscono la Spagna con molti stati dell'Unione Europea. La società collega inoltre la Spagna col Marocco. È membra di Eurolines.